# Álvaro Valles
Álvaro Valles Rosa (La Rinconada, Sevilla, 25 de julio de 1997) es un futbolista español que juega de portero en el Real Betis Balompié de la Primera División de España.

## Trayectoria
Valles comenzó su carrera en el Betis B, con el que debutó el 16 de octubre de 2016 en Tercera División. En septiembre de 2017 se marchó cedido al Club Deportivo Gerena.
En 2018 fichó por la Unión Deportiva Las Palmas, equipo que le asignó ficha del equipo filial. El 13 de octubre de 2019 hizo su debut como profesional con el primer equipo, al jugar frente al Deportivo de la Coruña, en un partido de la Segunda División. En junio de 2022 renovó su contrato hasta 2024 y con opción de una campaña más.
En la campaña 2022-23 consiguió el ascenso a Primera División, siendo muy importante en este logro, puesto que en 34 encuentros, solo recibió 23 goles con un promedio de 0,68 goles encajados por partidos, que le dio el tercer puesto en el Trofeo Zamora. Además consiguió el récord de imbatibilidad del club con 597 minutos seguidos sin recibir un gol.
En su primera temporada en la máxima categoría se convirtió en una de las revelaciones de la liga, siendo líder del trofeo Zamora al final de la primera vuelta y con el mayor número de goles salvados de las ligas europeas. El 13 de enero de 2024 renovó su contrato hasta 2025 de forma automática al jugar su partido número 20 de la temporada.
En el verano de 2024 rechazó una oferta de fichar por el Olympique de Marsella, supuestamente por tener un precontrato con el Real Betis. En esta tesitura el club le ofreció renovar o quedarse sin jugar toda la temporada. De esta manera, y ante la falta de una oferta del Betis, se quedó en la plantilla sin jugar un solo partido. El 10 de febrero de 2025 rescindió el contrato, sin poder incorporarse a ningún equipo hasta julio.
El 7 de junio de 2025 firmó con el Real Betis un contrato por cinco temporadas.

## Clubes
- Actualizado hasta el 28 de mayo de 2025.

| Club                  | Temporada     | Liga               | Liga  | Liga  | Copa  | Copa  | Otros | Otros | Total | Total |
| Club                  | Temporada     | División           | Part. | Goles | Part. | Goles | Part. | Goles | Part. | Goles |
| --------------------- | ------------- | ------------------ | ----- | ----- | ----- | ----- | ----- | ----- | ----- | ----- |
| Real Betis "B"        | 2016–17       | Tercera División   | 10    | 0     | 0     | 0     | —     | —     | 10    | 0     |
| Real Betis "B"        | Total club    | Total club         | 10    | 0     | 0     | 0     | 0     | 0     | 10    | 0     |
| C. D. Gerena (cesión) | 2017–18       | Tercera División   | 34    | 0     | 0     | 0     | —     | —     | 34    | 0     |
| C. D. Gerena (cesión) | Total club    | Total club         | 34    | 0     | 0     | 0     | 0     | 0     | 34    | 0     |
| U. D. Las Palmas "B"  | 2018–19       | Segunda División B | 7     | 0     | —     | —     | —     | —     | 7     | 0     |
| U. D. Las Palmas "B"  | Total club    | Total club         | 7     | 0     | 0     | 0     | 0     | 0     | 7     | 0     |
| U. D. Las Palmas      | 2018–19       | Segunda División   | 0     | 0     | 0     | 0     | —     | —     | 0     | 0     |
| U. D. Las Palmas      | 2019–20       | Segunda División   | 21    | 0     | 0     | 0     | —     | —     | 21    | 0     |
| U. D. Las Palmas      | 2020–21       | Segunda División   | 26    | 0     | 2     | 0     | —     | —     | 28    | 0     |
| U. D. Las Palmas      | 2021–22       | Segunda División   | 14    | 0     | 2     | 0     | 2     | 0     | 18    | 0     |
| U. D. Las Palmas      | 2022-23       | Segunda División   | 34    | 0     | 0     | 0     | —     | —     | 34    | 0     |
| U. D. Las Palmas      | 2023–24       | Primera División   | 37    | 0     | 0     | 0     | —     | —     | 37    | 0     |
| U. D. Las Palmas      | 2024–25       | Primera División   | 0     | 0     | 0     | 0     | —     | —     | 0     | 0     |
| U. D. Las Palmas      | Total club    | Total club         | 132   | 0     | 4     | 0     | 2     | 0     | 138   | 0     |
| Real Betis            | 2025–26       | Primera División   | -     | -     | -     | -     | -     | -     | -     | -     |
| Real Betis            | Total club    | Total club         | -     | -     | -     | -     | -     | -     | -     | -     |
| Total carrera         | Total carrera | Total carrera      | 183   | 0     | 4     | 0     | 2     | 0     | 189   | 0     |